# Izostera adsorpcji
Izostera adsorpcji to zależność pomiędzy parametrami układu adsorpcyjnego przy zachowaniu stałości ilości zaadsorbowanej substancji (adsorbatu), np. zależność ciśnienia od temperatury przy stałej ilości adsorbatu na powierzchni adsorbentu. W takich warunkach wyznacza się niektóre ważne właściwości układów adsorpcyjnych, np. izosteryczne ciepło adsorpcji.